# 三次銀行

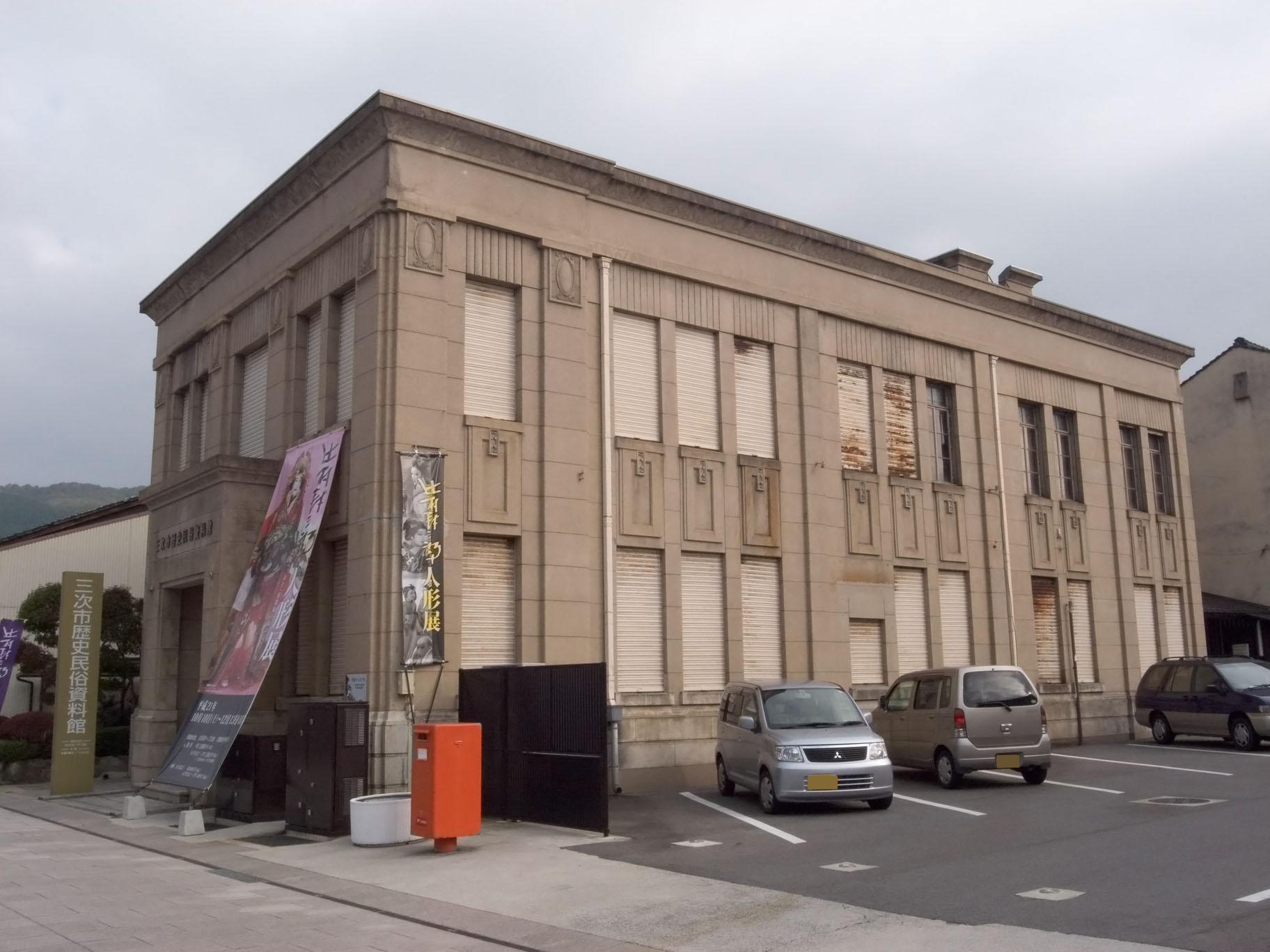
旧三次銀行本店 / のち芸備銀行→広島銀行三次中町支店となり現・三次市歴史民俗資料館。

株式会社三次銀行（みよしぎんこう）は、1921年（大正10年）12月に広島県双三郡三次町（現・三次市）に設立された銀行で、広島銀行の前身行の一つである。

## 沿革

### 設立の背景
1920年（大正9年）10月、広島県下7行の新立合併による（旧）芸備銀行の設立に参加した三次貯蓄銀行が解散すると、三次に本店をおく銀行は和田銀行のみになり、地元の商工業者から金融の利便を理由に新たな銀行の設立を求める声が高まった。当時、戦後恐慌によって中小銀行の経営基盤の脆弱性が露わとなり、国・県が銀行統合政策をすすめるなか新規の地方銀行設立は困難な状況となっていたが、地元の名望家である中村修一・熊巳義憲・吉中永健の3名の尽力と、中村と親交のあった広島市出身の憲政会代議士・早速整爾の周旋もあって三次銀行の設立が実現した。

### 設立と営業の拡大
以上を背景に三次銀行は1921年（大正10年）12月30日に双三郡三次町（現・三次市）に資本金1,000,000円、払込資本金250,000円をもって設立され、翌1922年.3月に三次の本店のほか十日市（現・三次市）に支店をおき開業した。初代頭取には当行の設立に奔走した一人で、双三郡でも有数の大地主で三次貯蓄銀行の役員も歴任していた中村修一が就任し、他の吉中は副頭取、吉中は専務に就いた。その後島根県下の2支店を含む7支店を増設し、1927年（昭和２年）には三次中町に鉄筋コンクリート造の本店を新築するなど営業を拡大した。1931年6月に三次実業銀行が破産宣告を受け解散に追い込まれると、当行は三次に唯一本店をおく銀行として地元の信頼を得て堅調な経営を維持し、1937年時点で県下に本店をもつ5行の一つとなった。

### （新）芸備銀行設立に参加
小規模ながら地元・三次に基盤をおく健全経営を続けていた当行は、他行との統合に消極的な態度をとり、大正末年に三次実業銀行（和田銀行の後身）の資金繰りが悪化した際に監督官庁より同行との合併を勧められるも拒否し、その後第二次世界大戦中の1942年頃、「一県一行」政策にもとづき（旧）芸備銀行との合併を勧められた際にもこれを断り独自経営を貫いた。
しかし戦争末期になると銀行合同を求める国・県の圧力はますます強まり、このため当行は（旧）芸備銀行・広島合同貯蓄銀行・呉銀行・備南銀行の4行とともに（新）芸備銀行の新立に参加し、1945年5月1日の同行設立に際して解散した。当行の解散により三次に本店をおく銀行は消滅したが、元専務の吉中が新銀行の取締役となり地元経済との連絡役を務めた。
。

### 年表
- 1921年（大正10年）12月30日：双三郡三次町に設立。
- 1922年（大正11年）：3月1日：開業
- 1927年（昭和２年）：三次中町に本店を新築・移転。
- 1945年（昭和20年）
  - 4月25日：当行および呉銀行・（旧）芸備銀行・広島合同貯蓄銀行・備南銀行の5行合併による（新）芸備銀行の新立合併認可。
  - 5月1日：（新）芸備銀行の新立合併・開業にともない解散。

## 歴代頭取
- 初代：中村修一
- 2代：熊巳義憲[6]
- 熊巳没後は専務の吉中永健が実質的に頭取の職務を行った[6]。

## 店舗
開業当初は三次の本店のほか十日市に支店を設置したが、その後県外（島根県下）を含む7支店を新設した。

### 本店
1927年（昭和２年）、三次中町に新築・竣工した鉄筋コンクリート造2階建ての(2代目)本店（冒頭の画像参照）は、（新）芸備銀行の発足に際して同行の（三次）中町支店として継承されたが、1950年に店舗としては廃止になり、翌1951年に三次郵便局庁舎となった。しかしこれも1977年の郵便局移転により庁舎としては廃止されたため、1979年に三次市に払下げられ、翌1980年に三次市歴史民俗資料館として開館した。1997年には文化庁の登録有形文化財となり、2013年には改修されて辻村寿三郎人形館を併設し現在に至っている。

### 支店
- 十日市支店（双三郡十日市町（現・三次市））[7]
- 三良坂支店（双三郡三良坂町（同上））[7]
- 庄原支店（比婆郡庄原町（現・庄原市））[7]
- 赤名支店（島根県飯石郡赤名町（現・飯南町））[7]
- 吉田支店（高田郡吉田町（現・安芸高田市））[7]
- 田総支店（甲奴郡田総村（現・庄原市））[7]
- 布野支店（双三郡布野村（現・三次市））[7]
- 口羽支店（島根県邑智郡口羽村（現・邑南町））[7]